# San Lorenzo (Portoryko)
San Lorenzo – miasto w Portoryko, w gminie San Lorenzo. Według danych szacunkowych na rok 2008 liczy 9 500 mieszkańców. Zostało założone w 1811.